# 柯林·史丹利·古姆
柯林·史丹利·古姆（Colin Stanley Gum）是一位澳大利亞天文學家，以發射星雲星表而聞名於世。

## 生涯
古姆出生於南澳大利亞阿德萊德昆比醫院，雙親是斯坦利·斯特爾特·埃德加·古姆和艾維·奧利弗。他的父親是一位農民，曾在第一次世界大戰期間在軍隊中擔任士兵，在古姆出生前即已去世。
古姆於1949年獲得阿德萊德大學學士學位，並根據其工作成果直接進入斯壯羅山天文台，1951年獲得阿德萊德大學碩士學位。1955 年，他獲得了澳洲國立大學博士學位。
古姆使用廣域攝影對斯壯羅山天文台南部天空中的發射星雲進行了編目。1955年，古姆在《南部瀰漫 H-α星雲研究》中發表了他的發現，該研究提出85個星雲或星雲複合體的目錄，現在稱為古姆星表。 Gum 12是位於船尾座和船帆座方向的大片星雲，後來為了紀念他而被命名為古姆星雲。 古姆及弗蘭克·約翰·克爾（Frank John Kerr）和加特·韋斯特豪特（Gart Westerhout）等人確定了21公分線在太空中的精確位置。
1959年，古姆被任命為雪梨大學觀測光學天文學項目負責人。1960年，他在瑞士策馬特的滑雪事故中喪生。

## 紀念
月球上的古姆環形山以他的名字命名。

## 外部連結
- Short biography （页面存档备份，存于）
- Gum Nebula （页面存档备份，存于）
- SouthernSkyPhoto.com （页面存档备份，存于）
- The Cloud Hunters （页面存档备份，存于）
- Illustrated Gum Catalog 的存檔，存档日期16 July 2013.